# Château des comtes de Berg (Solingen)
Le château de Burg (allemand : Schloss Burg), situé à Burg an der Wupper (Solingen), est le plus grand château reconstruit de Rhénanie du Nord-Westphalie, en Allemagne, et une attraction touristique populaire. Son histoire ancienne est étroitement liée à la montée du duché de Berg. 

## Histoire ancienne
Au début du XIIe siècle (après 1133), le comte Adolphe Ier de Berg construisit le château de Burg sur une montagne surplombant la rivière Wupper. L'ancien château des comtes, le château de Berge à Odenthal, près d'Altenberg, a alors été abandonné. Le nom original du nouveau château était le château de Neuenberge (Nouvelle montagne) ou, en latin, novus mons, novum castrum ou novi montis castrum. Ce n'est qu'au XVe siècle, après une reconstruction importante en tant que château de chasse, qu'il reçut son nom actuel, reflet de son étendue palatiale. 
Son arrière-petit-fils, le comte Adolphe III de Berg, prit part à la cinquième croisade et mourut lors du siège de Damiette en Égypte en 1218. Le dernier comte n'ayant pas eu de descendance mâle, son frère cadet, l'archevêque Engelbert Ier de Cologne, prit la tête du comté ayant besoin de deux faides pour gagner le litige en matière de succession avec le duc Waleran III de Limbourg. En tant que comte Engelbert II de Berg, il construisit le logis seigneurial du château de Burg en 1218-1225. Engelbert était un homme très puissant, non seulement archevêque et comte, mais également conseiller et administrateur en chef de l'empereur germanique Frédéric II, ainsi que tuteur du futur roi Henri II de Souabe. Mais il s'est aussi fait des ennemis et le 7 novembre 1225, il a été assassiné par son neveu Friedrich von Isenberg. 
La guerre de succession du duché de Limbourg a influencé l'histoire du château. Le comte Adolphe V de Berg participa avec succès à la bataille de Worringen le 5 juin 1288. Après la bataille, l'archevêque adverse de Cologne, Siegfried de Westerburg, fut retenu prisonnier dans le château. Adolphe III réussit alors à élever sa ville, Düsseldorf, au rang de cité et à contrôler la circulation sur le Rhin. Aux XIIIe et XIVe siècles, Schloss Burg demeura la résidence principale des comtes de Berg. Cinq ans après que le roi Venceslas de Luxembourg eut élevé le comte Guillaume II de Berg au rang de duc en 1380, Düsseldorf devint la capitale du duché de Berg. Le château de Burg continuait à servir de château de chasse et était utilisé pour des cérémonies. Il est donc devenu un "Schloss" (château représentatif). Ainsi, en 1496, Marie de Jülich-Berg fut fiancée par Jean de Clèves- Marc (devenu par la suite Jean III, duc de Clèves). Leur mariage eut lieu 14 ans plus tard à Burg et aboutit à l'unification des duchés de Jülich-Clèves-Berg. La deuxième fille de ce couple était Anne de Clèves, brièvement mariée à Henri VIII d’Angleterre.

## Délabrement
En 1632, des soldats suédois assiégèrent le château. Après la guerre de trente ans, en 1648, les troupes impériales détruisirent les fortifications du château, y compris le donjon, les murs et les portes. En 1700, le bâtiment principal a été partiellement reconstruit et utilisé par la suite à des fins administratives. En 1849, le château fut vendu pour être abandonné et est tombé en ruine. 

## Restauration
L'architecte Gerhard August Fischer de Barmen proposa en 1882 la reconstruction et soumit des dessins et des plans basés sur des documents anciens, utilisant principalement l'apparence du château au XVIe siècle. À partir de 1890, le comité de reconstruction du château a dirigé la restauration du château au cours des 24 années suivantes, restauration à laquelle des peintres de la Kunstakademie Düsseldorf ont participé. Avec l'érection de la tour de la Tour de Siège en 1914, les travaux semblaient terminés. 
Dans la nuit du 26 novembre 1920, un grand incendie détruisit une grande partie du château. Par la suite, les visiteurs ont dû payer des frais d’entrée et l’argent a été utilisé pour restaurer et reconstruire le château. La reconstruction dura de 1922 à 1925. En 1929, le monument à Engelbert du sculpteur Paul Wynand fut consacré à rendre hommage à l'archevêque bâtisseur . 
L'aspect d'aujourd'hui ne correspond pas exactement à l'état décrit par Erich Philipp Ploennies vers 1715. Le château reconstruit est aujourd'hui une attraction publique majeure. Il contient également le musée du pays Bergische. L'église du château est populaire pour les mariages. Le château abrite également le mémorial de la déportation et le mémorial des provinces orientales allemandes avec des cloches d'église de Königsberg et de Breslau. En outre, des magasins de souvenirs sont situés sur le terrain. 
Les environs offrent des sentiers de randonnée menant aux forêts et à Unterburg, où se trouve le village, au pied de la montagne. Ici, vous pouvez acheter le Burger Brezel, une spécialité locale de bretzel ; les boulangers de bretzels ont même un monument. Un télésiège (Seilbahn) relie Unterburg et le château. 
Burg était un canton indépendant jusqu'à ce qu'il fasse partie de Solingen en 1975. 

## Étymologie
Linguistiquement, "Schloss Burg" serait traduit par "château de palais" - une tautologie, mais en allemand "Schloss" se réfère à un bâtiment représentatif et "Burg" à une fortification - un oxymore . 